# Klamka hamulcowa roweru

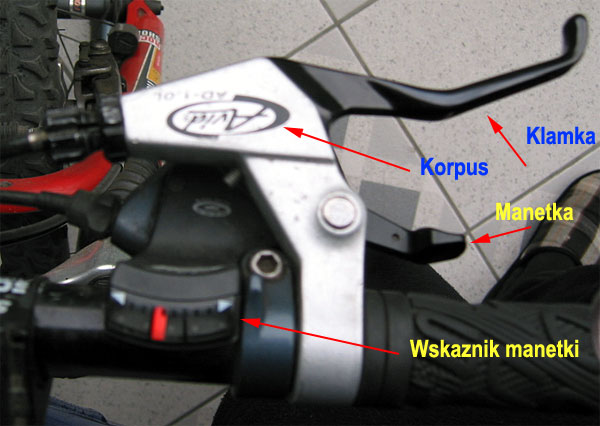
Klamka Avid SD 1

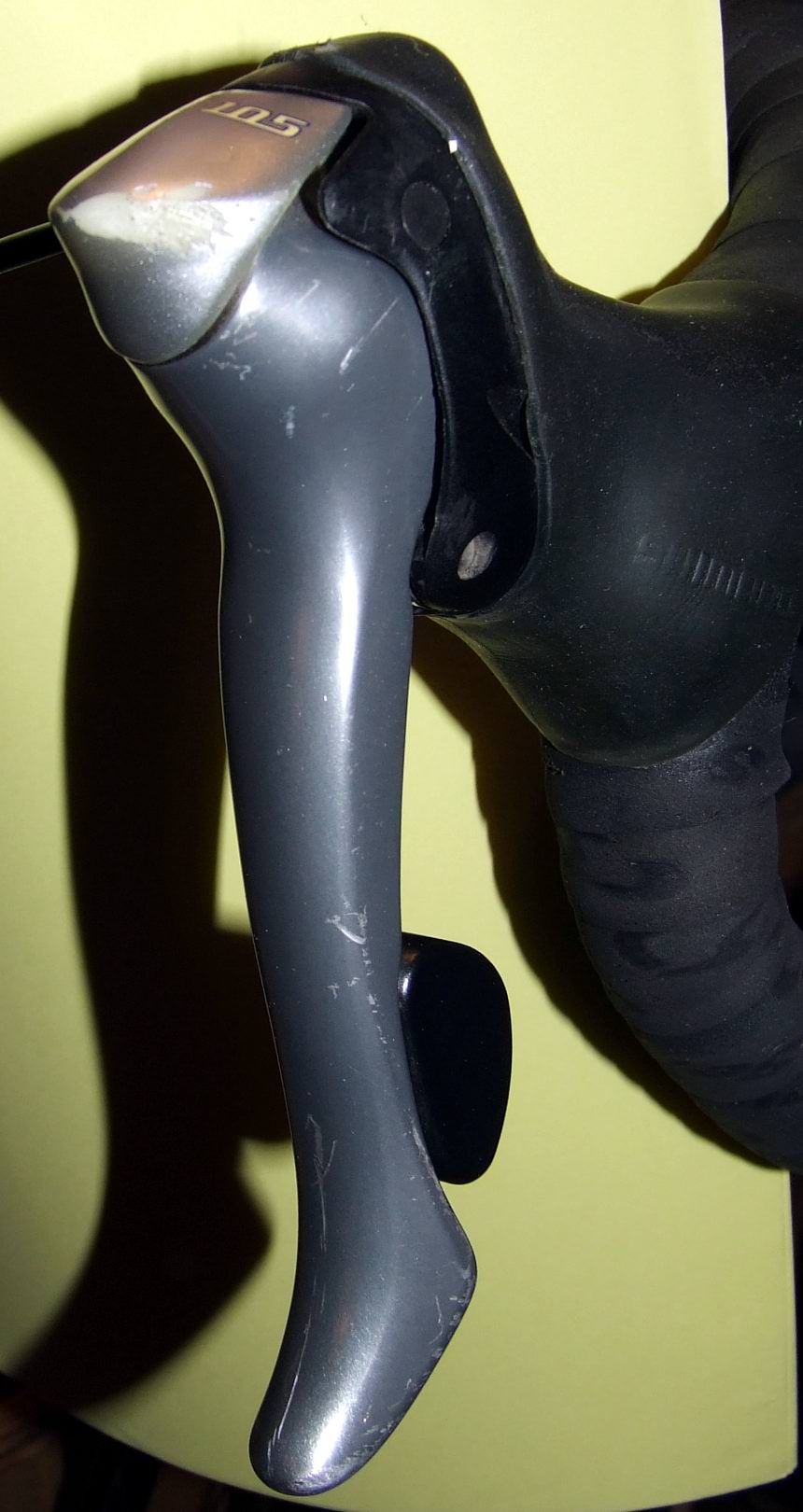
klamkomanetka Shimano 105 roweru szosowego

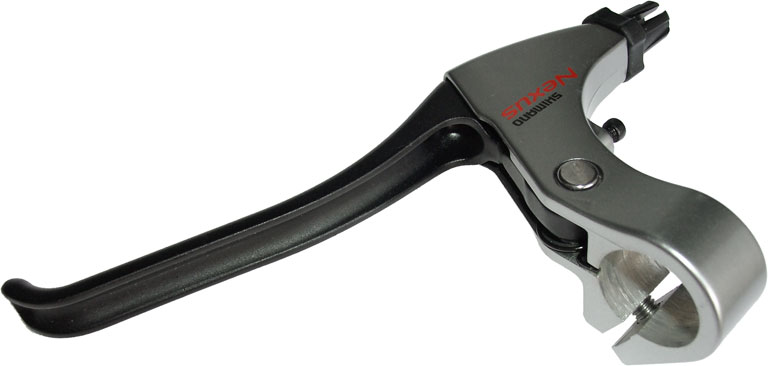
Zdemontowana klamka roweru górskiego

Klamka rowerowa (dźwignia hamulcowa) to urządzenie montowane najczęściej na kierownicy, służące do uruchamiania hamulców z użyciem linek rowerowych bądź płynu hamulcowego.
Ogólnie przyjęte zasady mówią, iż klamkę hamulca przedniego montuje się z lewej strony, hamulca tylnego - z prawej, choć krajach o ruchu lewostronnym występują rowery z odwrotnie zamontowanymi klamkami.
Z technicznego punktu widzenia klamki są zawsze dźwigniami prostymi, które zazwyczaj montuje się na kierownicy.
Klamki nazywa się też czasem dźwigniami hamulcowymi, chociaż same dźwignie są zazwyczaj tylko jednym z podzespołów klamki. Istnieją także zintegrowane klamkomanetki, czyli połączenie klamek z manetkami.
W przypadku hamulców mechanicznych zadaniem klamek jest pociąganie linki, co powoduje zaciskanie się szczęk i docisk klocków do obręczy koła lub w przypadku hamulców tarczowych okładzin do tarcz.
W przypadku hamulców hydraulicznych naciskanie na dźwignie klamek powoduje uruchomie tłoczka, który zwiększa ciśnienie płynu hamulcowego w przewodach, co również skutkuje zaciśnięciem się szczęk na obręczy lub okładzin na tarczy.

## Rodzaje i budowa klamek
Każda klamka składa się z:
- dźwigni - która jest zazwyczaj wyprofilowaną ergonomicznie kształtką metalową lub plastikową. Jedna jej część - tzw. rączka - wystaje z obudowy, zaś druga część znajduje się wewnątrz obudowy i jest zamocowana na jednym bądź 2 piwotach.
- obudowy - która jest miejscem, gdzie zamocowana jest dźwignia do linki lub przewodu hydraulicznego, znajduje się tam także zamocowanie piwotów, sprężyny dociskowe utrzymujące klamkę w stałej pozycji oraz czasami rozmaite mechanizmy umożliwiające regulację działania całej klamki.
- obejmy - czyli części umożliwiającej przymocowanie klamki do kierownicy.

Klamki do hamulców mechanicznych dzielą się na:
- klamki proste - w których dźwignia jest zamocowana jednym piwotem i nie ma w nich możliwości regulacji szybkości wyciągania linki przez dźwignię.
- klamki z regulacją - w których dźwignia zamocowana jest na kilku piwotach, dzięki czemu istnieje możliwość regulacji szybkości pociągania linki przez dźwignię, najczęściej poprzez zmianę geometrii wzajemnego ustawienia do siebie piwotów.
- klamkomanetki - które są klamkami zintegrowanymi ściśle z manetkami. W wersji do rowerów szosowych zintegrowanie to polega na użyciu bocznych ruchów dźwigni do zmiany biegów, zaś w wersji do rowerów górskich zwykły mechanizm manetki jest umieszczony w obudowie klamki.

Wszystkie rodzaje tych klamek występują w kilku podtypach:
- Ze względu na dopasowanie do resztu układu hamulcowego:
  - klamki do hamulców tradycyjnych - które można stosować do wszystkich rodzajów hamulców szczękowych, oprócz hamulców typu „V”
  - klamki do hamulców typu „V” - typowe klamki tradycyjne różnią się od klamek do hamulców „V” uciągiem, a więc długością wybieranej linki w trakcie naciskania klamki. Średnio biorąc, typowa klamka tradycyjna przy tym samym ruchu wybiera prawie dwa razy mniej linki niż ta od hamulców „V”. Stosując zatem klamkę tradycyjną do hamulców „V”, musimy albo prowadzić klocki blisko obręczy, albo pogodzić się z sytuacją, że hamowanie następuje dopiero po jej długim jałowym biegu.
  - klamki do hamulców tarczowych - zazwyczaj określony rodzaj hamulca tarczowego wymaga określonego rodzaju klamki, gdyż długość wybieranej linki musi tu być ściśle dobrana do konstrukcji hamulca, zaś zastosowanie niepasującej klamki daje podobne efekty jak zastosowanie klamki tradycyjnej do hamulców typu „V”.
- ze względu na rodzaj obejmy
  - klamki z obejmami prostymi - stosuje się je do manetek dźwigniowych
  - klamki z obejmami wygiętymi - stosuje się do manetek obrotowych. Zastosowanie manetek z obejmami prostymi do manetek obrotowych jest niemożliwe, gdyż klamki do manetek obrotowych montuje się przed manetkami i muszą one być wygięte do środka, aby dźwignie znajdowały się w odpowiednim miejscu.
- ze względu na rozmiar dźwigni:
  - klamki na 4 palce - posiadają one długie dźwignie umożliwiające uzyskanie dużej siły ścisku szczęk nawet przy słabej sile rąk rowerzysty, ale wymagają one odrywania prawie całej dłoni od kierownicy w czasie hamowania
  - klamki na 2-3 palce - są najczęściej spotykane, mają one nieco krótsze dźwignie, które obsługuje się 2-3 palcami, dzięki czemu pozostała część dłoni może dalej trzymać kierownicę.
  - klamki na 1 palec - posiadają bardzo krótkie dźwignie, które obsługuje się tylko 1 palcem co umożliwia mocne trzymanie kierownicy w czasie hamowania - klamki takie stosuje się jednak głównie do hamulców tarczowych.
- ze względu na kierunek pociągania klamek:
  - klamki poziome - montowane we wszystkich rodzajach rowerów (oprócz rowerów szosowych - w których dźwignie pracują w powierzchni prostopadłej do powierzchni drogi) i montuje się je na kierownicach prostych
  - klamki pionowe - montowane na rowerach szosowych, w których dźwignie pracują w pozycji prostopadłej do powierzchni drogi i montuje się je na prostopadłym do tej powierzchni odcinku giętych kierownic szosowych.

Klamki do hamulców hydraulicznych występują w większości wcześniej wspomnianych konfiguracji. Nie są one jednak stosowane do hamulców tradycyjnych lub typu „V”, lecz tylko do hydraulicznych hamulców tarczowych bądź szczękowych. Ze względu na to, że siła nacisku na klamki potrzebna do skutecznego hamowania jest w systemach hydraulicznych znacznie mniejsza od systemów mechanicznych, klamki te występują głównie w wersji na 2 palce, a te droższe i bardziej wyspecjalizowane - na 1 palec. W klamkach tych występują w stosunku do klamek mechanicznych dwa dodatkowe elementy - tłoczek i zbiorniczek wyrównawczy. Tłoczek jest połączony z dźwignią i „wstrzykuje” on określoną objętość płynu hamulcowego ze zbiorniczka wyrównawczego do przewodu hamulcowego. Po zdjęciu ręki z dźwigni tłoczek wraca i razem z nim nadmiar płynu do zbiorniczka. Wszystko to powoduje, że klamki hydrauliczne są bardziej skomplikowane i cięższe od klamek do hamulców mechanicznych.